# Rhabdus
Rhabdus is een geslacht van weekdieren uit de klasse van de Scaphopoda (tandschelpen).

## Soorten
- Rhabdus aequatorius (Pilsbry & Sharp, 1897)
- Rhabdus perceptus (Mabille & Rochebrune, 1889)
- Rhabdus rectius (Carpenter, 1864)
- Rhabdus toyamaense (Kuroda & Kikuchi, 1933)